# Chiesa dell'Immacolatella (Trapani)
La chiesa dell'Immacolata Concezione localmente appellata l'Immacolatella è un luogo di culto ubicato in via San Francesco d'Assisi nel centro storico della città di Trapani.

## Storia

### Epoca spagnola
Il tempio fu edificato nella seconda metà del XVII secolo, su commissione della Confraternita dell'Immacolata Concezione che necessitava di una sede propria, in sostituzione dell'originaria chiesa dell'Immacolata, attigua alla chiesa di San Francesco d'Assisi, abbandonata nel 1675.
Nel 1732, fu completata con l'ampliamento del cappellone absidale ad opera dell'architetto trapanese Giovanni Biagio Amico.

### Epoca contemporanea
Nel 2004 su incarico da parte dell'Ordine equestre del Santo Sepolcro di Gerusalemme hanno avvio i lavori di restauro.
Il 6 marzo 2017 la chiesa è concessa da monsignor Pietro Maria Fragnelli in comodato d'uso gratuito alla Comunità Ortodossa Romena. Ciò è avvenuto a seguito della richiesta di monsignor Siluan, vescovo della Diocesi Ortodossa Romena d'Italia di Roma.

## Interno
Alla semplicità della facciata, priva di elementi decorativi, si contrappone lo sfarzo dell'interno. Impianto a navata unica coperta da volta a botte, arricchito da superbo impianto decorativo, un apparato in stucco opera degli scultori Nicolò Carrera e Alberto Orlando, felice connubio fra scultura e architettura costituito da mascheroni, cariatidi, fogliami, conchiglie e volute.
Il cappellone absidale è uno spazio scenograficamente organizzato, geniale gioco di volumi e accurato studio della luminosità ideati da Giovanni Biagio Amico, al quale si accede arco attraverso un arco trionfale che poggia su due grossi pilastri, all'interno balconcini laterali tra ricchi motivi decorativi che la ornano con numerosi rimandi simbolici alla purezza della Madonna e alla sua "Immacolata Concezione".
- Statue raffiguranti i Dottori della Chiesa: Sant'Agostino d'Ippona, Sant'Ambrogio, San Girolamo, San Bonaventura da Bagnoregio.[2]
- Altare maggiore. 
  - Immacolata Concezione, statua lignea.[2]
  - Immacolata Concezione, statua argentea processionale.[2]

## Confraternita
Nel tempio è documentata la Confraternita dell'Immacolata Concezione.

## Eventi processionali
Il canonico Fortunato Mondello nella sua opera Spettacoli e feste popolari in Trapani menziona la processione con il termine di "Madonna della Pietà" o dei Massari, inserita nel contesto dei riti della settimana santa, oggi tipica del Martedì di Passione.
Nel 1913, la processione prendeva avvio dalla chiesa dell'Immacolatella, dal 1931 sino allo scoppio della seconda guerra mondiale dalla chiesa del Santissimo Sacramento (oggi Sala Laurentina). Dopo gli eventi bellici il corteo processionale principiò dalla chiesa di San Giuseppe o Carminello, dal 1951 dalla chiesa del Collegio dei Gesuiti e dal 1960 fino al 1978 nella chiesa del Purgatorio. Ritornata all'Immacolatella, ove rimase fino al 1982, ritornò ad uscire dal Purgatorio dal 1983 al 1986, per poi prendere avvio l'anno dopo dalla chiesa di San Domenico e per poi ritornare definitivamente alla chiesa del Purgatorio, dove tutt'oggi essa è conservata.

## Feste
- 8 dicembre, Festa dell'Immacolata, funzione processionale documentata.[2]